# Tuffi ai XX Giochi del Commonwealth - Trampolino 3 metri sincro femminile
Il concorso dei tuffi dal trampolino 3 metri sincro femminile dei Giochi del Commonwealth di Glasgow 2014 si è svolto il 30 luglio 2014.

## Risultati
Risultati
| Class | Nazione                         | Atleti | Atleti | Atleti | Atleti | Atleti | Totale |
| Class | Nazione                         | 1      | 2      | 3      | 4      | 5      | Totale |
| ----- | ------------------------------- | ------ | ------ | ------ | ------ | ------ | ------ |
|       | Alicia Blagg Rebecca Gallantree | 49,20  | 49,80  | 65,70  | 63,00  | 72,54  | 300,24 |
|       | Jennifer Abel Pamela Ware       | 51,00  | 47,40  | 68,40  | 60,45  | 68,40  | 295,65 |
|       | Maddison Keeney Anabelle Smith  | 49,20  | 46,20  | 63,90  | 68,82  | 66,60  | 294,72 |
| 4     | Anna Gelai Esther Qin           | 49,80  | 50,40  | 60,30  | 65,70  | 63,90  | 290,10 |
| 5     | Cheong Jun Hoong Loh Zhiayi     | 50,40  | 50,40  | 66,60  | 51,24  | 64,80  | 283,44 |
| 6     | Nur Dhabitah Sabri Ng Yan Yee   | 44,40  | 47,40  | 69,30  | 58,59  | 63,00  | 282,69 |